# Manderådet
 Der er for få eller ingen kildehenvisninger i denne artikel, hvilket er et problem. Du kan hjælpe ved at angive troværdige kilder til de påstande, som fremføres i artiklen.

Manderådet er en dansk interesseorganisation, der arbejder med drenge og mænds vilkår og retssikkerhed i samfundet – herunder ligestilling, familieret, uddannelse og lovgivning relateret til samtykke. Organisationen deltager i den offentlige debat og søger at påvirke politiske beslutninger gennem oplysning, videopodcasts og debatindlæg i samarbejde med beslutningstagere.
Manderådet er i modsætning til flere andre danske mandeorganisationer kritiske over for nutidig feminisme. 

## Historie
Manderådet blev stiftet på Københavns Rådhus den 22. maj 2019.  
Foreningen blev oprettet med det formål at påvirke den politiske udvikling lokalt, regionalt, nationalt og internationalt på sine respektive interesseområder, med fokus på en god balance mellem piger og drenge, kvinder og mænd, mødre og fædre.

## Formål og aktiviteter
Manderådet arbejder for gode, sunde og ansvarlige maskuline og feminine værdier i samfundet, med særligt fokus på mænds, fædres og drenges retssikkerhed. Organisationen beskriver sit arbejde som tværpolitisk og meritokratisk, med et mål om at bedømme mennesker ud fra evner og ikke køn, seksualitet, tro eller race.
Mærkesager omfatter:
- Ligestilling – med fokus på områder, hvor mænd er underrepræsenteret eller underbeskyttet, f.eks. sundhed, selvmord, hjemløshed og retsstilling.[4]
- Familieret og forældrefremmedgørelse – Manderådet arbejder for en mere ligestillet tilgang til forældreskab efter skilsmisse og sætter fokus på fædres ret til samvær med deres børn.[4]
- Samtykkeloven – Organisationen har kritiseret dele af den danske samtykkelovgivning og mener, at den kan svække retssikkerheden. Også fænomenet Stealthing og metoo-debatten behandles kritisk.[4]
- Drenge i skolen – Manderådet fremhæver, at drenge statistisk set klarer sig dårligere i uddannelsessystemet og oftere havner i specialundervisning. Organisationen ønsker øget politisk fokus på denne kønsmæssige ubalance.[5]

## Organisation
Manderådet ledes af formand Torben Haugaard (genvalgt 31. marts 2025), en næstformand, sekretariatsleder samt to bestyrelsesmedlemmer. Derudover findes en række faglige udvalg, der arbejder med de enkelte mærkesager.

## Offentlig debat
Organisationen deltager i den offentlige debat gennem indlæg, interviews og samarbejder. I en kronik i Berlingske kritiserede medlemmer af Manderådet en rapport om køn i skolen og argumenterede for, at rapportens konklusioner overså biologiske forskelle.
Der var fokus på Manderådet samt andre manderetsaktivisters synspunkter i DRs TV-program Signe Molde på udebane. 

## Aktiviteter
Eksempler på aktiviteter omfatter informationskampagner, rådgivning, mediearbejde og konferencer. I maj 2023 arrangerede Manderådet og Foreningen for Mandeforskning en minikonference med fokus på drenges vilkår, inkl. internationale talere og forskere.

## Kritik
Manderådet har mødt kritik fra dele af den offentlige debat, som mener, at organisationen fokuserer ensidigt på mænds udfordringer. Organisationen har imidlertid fastholdt, at dens rolle netop er at bringe mandeperspektivet og de sunde maskuline værdier frem i en debat, hvor kvinders vilkår længe har været i fokus.